# Amphimalla
Amphimalla (in greco antico: Ἀμφίμαλλα?) era una polis dell'antica Grecia ubicata a Creta.

## Storia
Strabone la situa nella costa settentrionale dell'isola, nell'istmo che collega il terzo occidentale con il resto di Creta.
Viene menzionata anche da Plinio il Vecchio come uno degli insediamenti di Creta.
Viene localizzata nei pressi dell'attuale città di Georgioupoli.